# Brasiliella (protista)
Brasiliella es un género de foraminífero bentónico de la subfamilia Brasiliellinae, de la familia Squamulinidae, de la superfamilia Squamulinoidea, del suborden Miliolina y del orden Miliolida. Su especie tipo es Brasiliella variabilis. Su rango cronoestratigráfico abarca el Maastrichtiense (Cretácico superior).

## Clasificación
Brasiliella incluye a las siguientes especies:
- Brasiliella argentata
  - Brasiliella argentata ecuadorensis
- Brasiliella argentinica
- Brasiliella aureola
- Brasiliella chrysocollis
- Brasiliella dolosulaffinis
  - Brasiliella dolosulaffinis chacoconfusae
- Brasiliella hemichrysea
- Brasiliella pallidipes
- Brasiliella pseudoargentata
  - Brasiliella pseudoargentata paraguayensis
- Brasiliella tippmanni
- Brasiliella tippmanni tristicula
- Brasiliella variabilis
- Brasiliella venezuelensis